# Belle Air

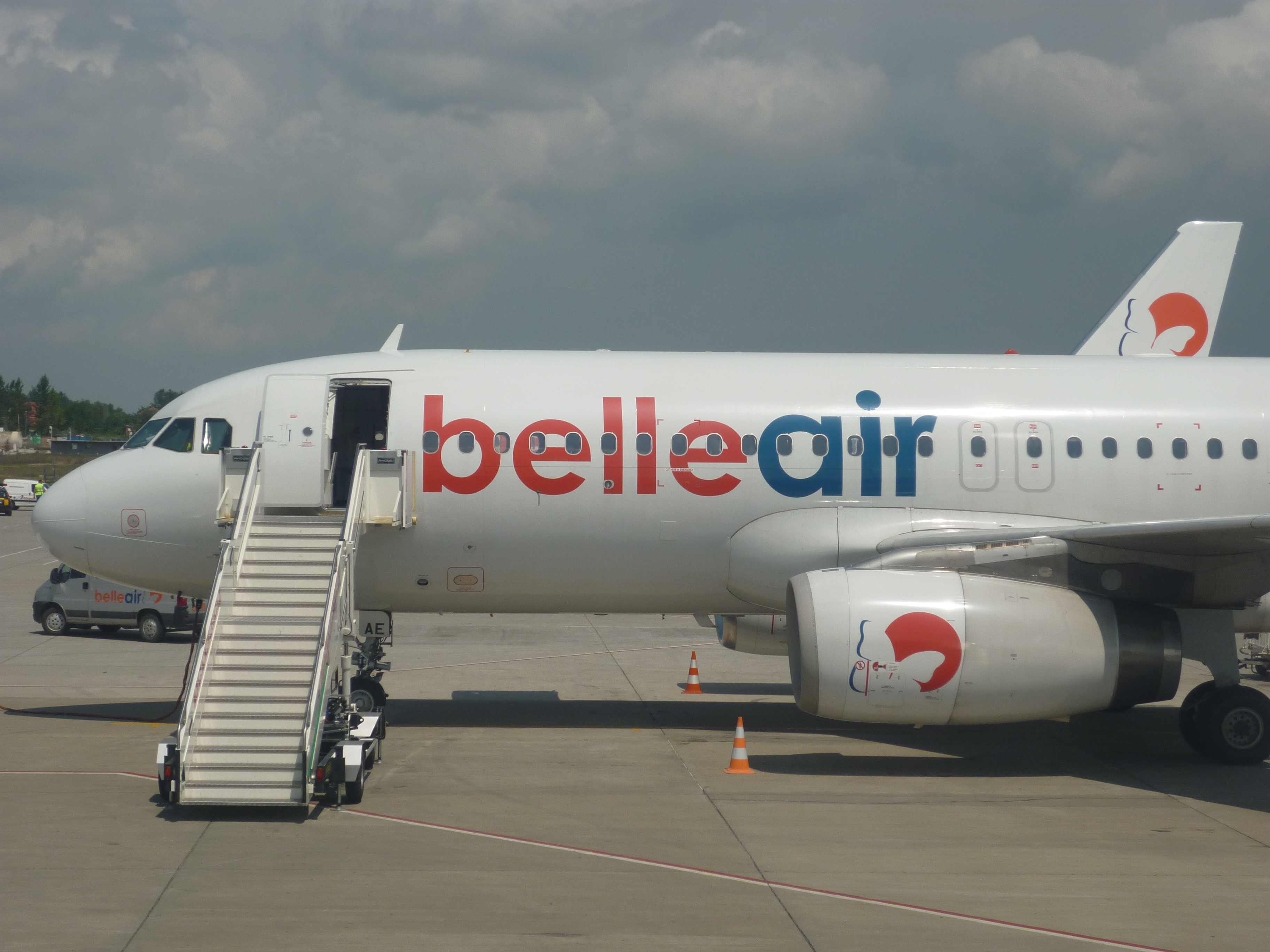
Máy bay MD-82 của Belle Air ở Sân bay quốc tế Tirana Nënë Tereza

Belle Air tên đầy đủ là Belle Air Sh.p.k., mã IATA = LZ, mã ICAO = LBY) là hãng hàng không giá rẻ của Albania, trụ sở đặt ở Tirana. Hãng có căn cứ ở Sân bay quốc tế Tirana Nënë Tereza.

## Lịch sử
Belle Air được thành lập năm 2005 như một hãng hàng không tư và bắt đầu hoạt động từ năm 2006. Hãng có các tuyến bay quốc tế chủ yếu tới Ý vài nước khác ở trong khu vực.

## Các nơi đến
- Ai Cập

- Sharm el-Sheikh

- Albania

- Tirana

- Bỉ

- Liège

- Israel

- Tel Aviv

- Kosovo

- Pristina

- Thổ Nhĩ Kỳ

- Antalya

- Ý

- Ancona
- Bari
- Bergamo
- Cuneo
- Florence
- Forli
- Genoa
- Milano
- Parma
- Perugia
- Pisa
- Roma
- Trieste
- Venice
- Verona

## Đội máy bay
(Tháng 3/2008):
- 2 BAe 146-300 (thuê cả phi hành đoàn của Hemus Air)
- 1 Fokker 100 (thuê của Montenegro Airlines)
- 1 McDonnel Douglas MD-82